# Myrophinae
Sous-famille
Les Myrophinae sont une sous-famille de poissons téléostéens serpentiformes.

## Liste des tribus et genres et espèces
- genre Skythrenchelys Castle et McCosker, 1999
- tribu des Benthenchelyini
  - genre Benthenchelys Fowler, 1934
- tribu des Myrophini
  - genre Ahlia Jordan et Davis, 1891
  - genre Asarcenchelys McCosker, 1985
  - genre Glenoglossa McCosker, 1982
  - genre Mixomyrophis McCosker, 1985
  - genre Muraenichthys Bleeker, 1853
  - genre Myrophis Lütken, 1852
  - genre Neenchelys Bamber, 1915
  - genre Pseudomyrophis Wade, 1946
  - genre Schismorhynchus McCosker, 1970
  - genre Schultzidia Gosline, 1951
  - genre Scolecenchelys Ogilby, 1897
- Leptocephalus ophichthoides D'Ancona, 1928